# Shrek in the Swamp Karaoke Dance Party
Shrek in the Swamp Karaoke Dance Party is een korte Amerikaanse direct-naar-dvd-film geregisseerd door Andrew Adamson en Vicky Jenson. De film duurt 3 minuten inclusief aftiteling. Het is de eerste korte film van de shrek-franchise. Het verscheen voor het eerst op 2 november 2001 op de dvd van de eerste langspeelfilm in deze franchise Shrek. Het werd geproduceerd en verdeeld door DreamWorks Animation. 

## Verhaal
Na de gebeurtenissen in Shrek, zijn Shrek, Fiona en hun vrienden terug in zijn moeras. Hier zingen ze verscheidene liederen. Shrek begint met Just the Way You Are. Daarna zingt Fiona Like a Virgin. Vervolgens rapt Donkey Baby Got Back. Hierna zingt Monsieur Hood Y.M.C.A.. Vervolgens zingt de Peperkoeken man Do You Really Want to Hurt Me. Lord Farquaad is in de langspeelfilm opgegeten door de draak en hij zingt vanuit haar maag het liedje Stayin' Alive. De Grote Boze Wolf en de 3 biggetjes zingen vervolgens Who Let the Dogs Out?. Hierna begint iedereen een mash-up te zingen van Happy Together en Dance to the Music.

## Rolverdeling
| Acteur              | Personage             |
| ------------------- | --------------------- |
| Mike Myers          | Shrek                 |
| Mike Myers          | blinde muis           |
| Cameron Diaz        | Prinses Fiona         |
| Eddie Murphy        | Donkey                |
| Christopher Knights | Thelonius             |
| Christopher Knights | blinde muis           |
| Vincent Cassel      | Monsieur Hood         |
| Conrad Vernon       | Gingy de Peperkoekman |
| John Lithgow        | Lord Farquaad         |
| Aron Warner         | de Grote Boze Wolf    |
| Cody Cameron        | de Drie Biggetjes     |
| Cody Cameron        | Pinocchio             |
| Chris Miller        | de Magic Mirror       |
| Simon J. Smith      | een blinde muis       |